# Tibisay Lucena
Tibisay Lucena Ramírez (Barquisimeto, Venezuela, 26 de abril de 1959-Caracas, 12 de abril de 2023) fue una política y socióloga venezolana, graduada en la Universidad Central de Venezuela (UCV). Cumplió funciones como la presidenta del Consejo Nacional Electoral desde 2006 hasta 2020, cuando el Tribunal Supremo de Justicia (TSJ) designó a la magistrada Indira Alfonzo como nueva autoridad del ente. Lucena fue sancionada por varios países por su papel en socavar la democracia y los derechos humanos en el país.

## Biografía
En diciembre de 1999, durante el régimen de transición del Poder Público, fue designada por la Asamblea Nacional Constituyente como rectora suplente del Consejo Nacional Electoral de Venezuela (CNE). Su cargo expiró el 30 de abril de 2013, sin embargo, no fue sino hasta octubre de 2014 cuando la Asamblea Nacional juramentó al Comité de postulaciones para designar a su reemplazo y el de otros dos de sus colegas, esto debido a que el parlamento no pudo llegar a un acuerdo con la mayoría requerida por ley, por lo que se procedió a un nombramiento autorizado por el TSJ.

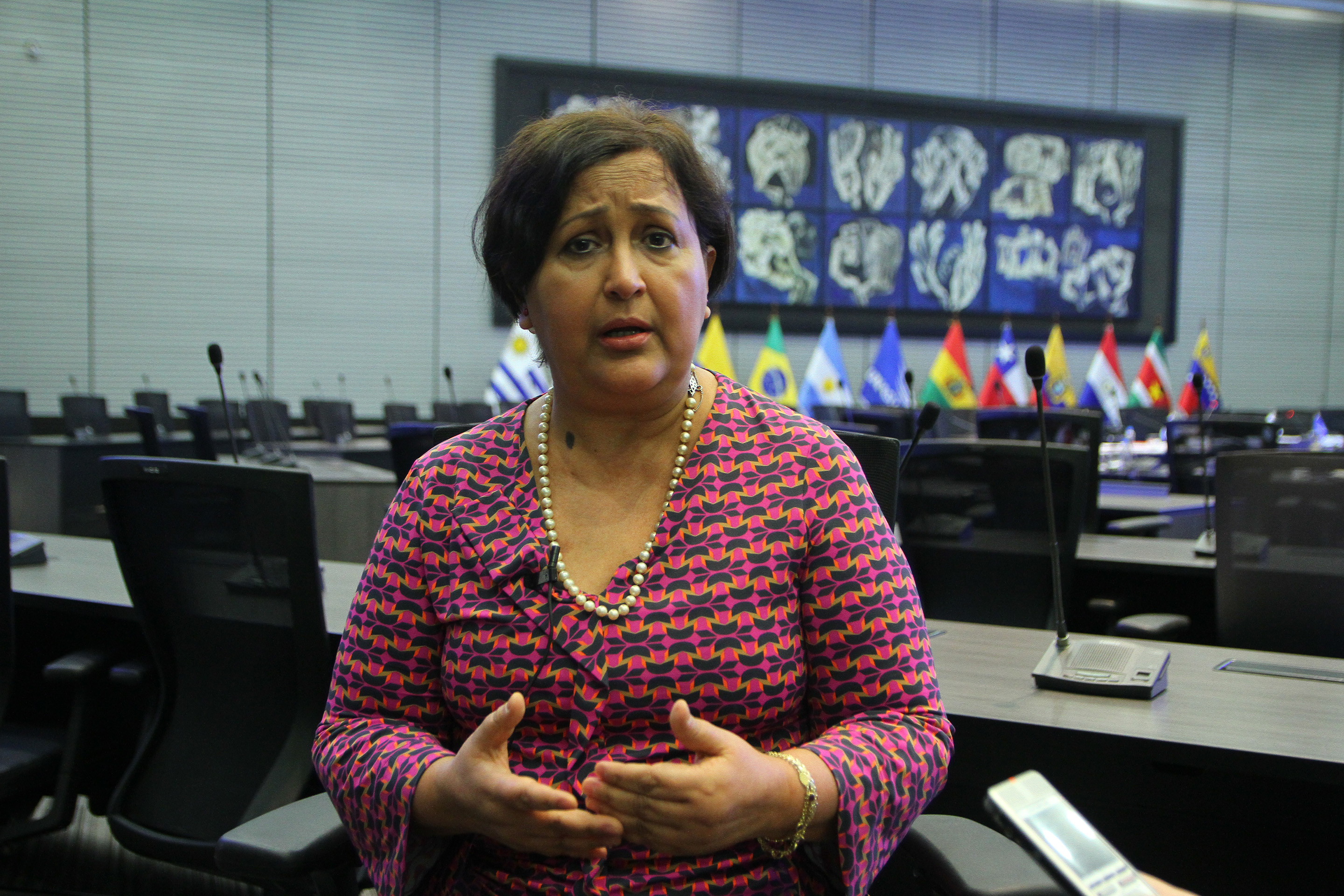
Tibisay Lucena en la Unión de Naciones Suramericanas.

El 26 de diciembre de 2014, fue reelegida como rectora principal del CNE por designación del Tribunal Supremo de Justicia (TSJ), tras ser admitida la solicitud de declaratoria de omisión de la Asamblea Nacional efectuado por Diosdado Cabello, en su condición de presidenta de la Asamblea Nacional. El 12 de junio de 2020, el Tribunal Supremo de Justicia de Venezuela designó a la abogada Indira Alfonzo, como nueva presidenta de dicho ente, dando cese de funciones a Lucena.
El 7 de septiembre de 2020, el Ministerio del Poder Popular para la Educación Universitaria la juramenta como Rectora de la Universidad Nacional Experimental de las Artes. El 19 de octubre de 2021 la nombraron la nueva ministra de Educación Universitaria.

## Fallecimiento
Falleció en Caracas, el 12 de abril de 2023 tras padecer cáncer.

## Sanciones

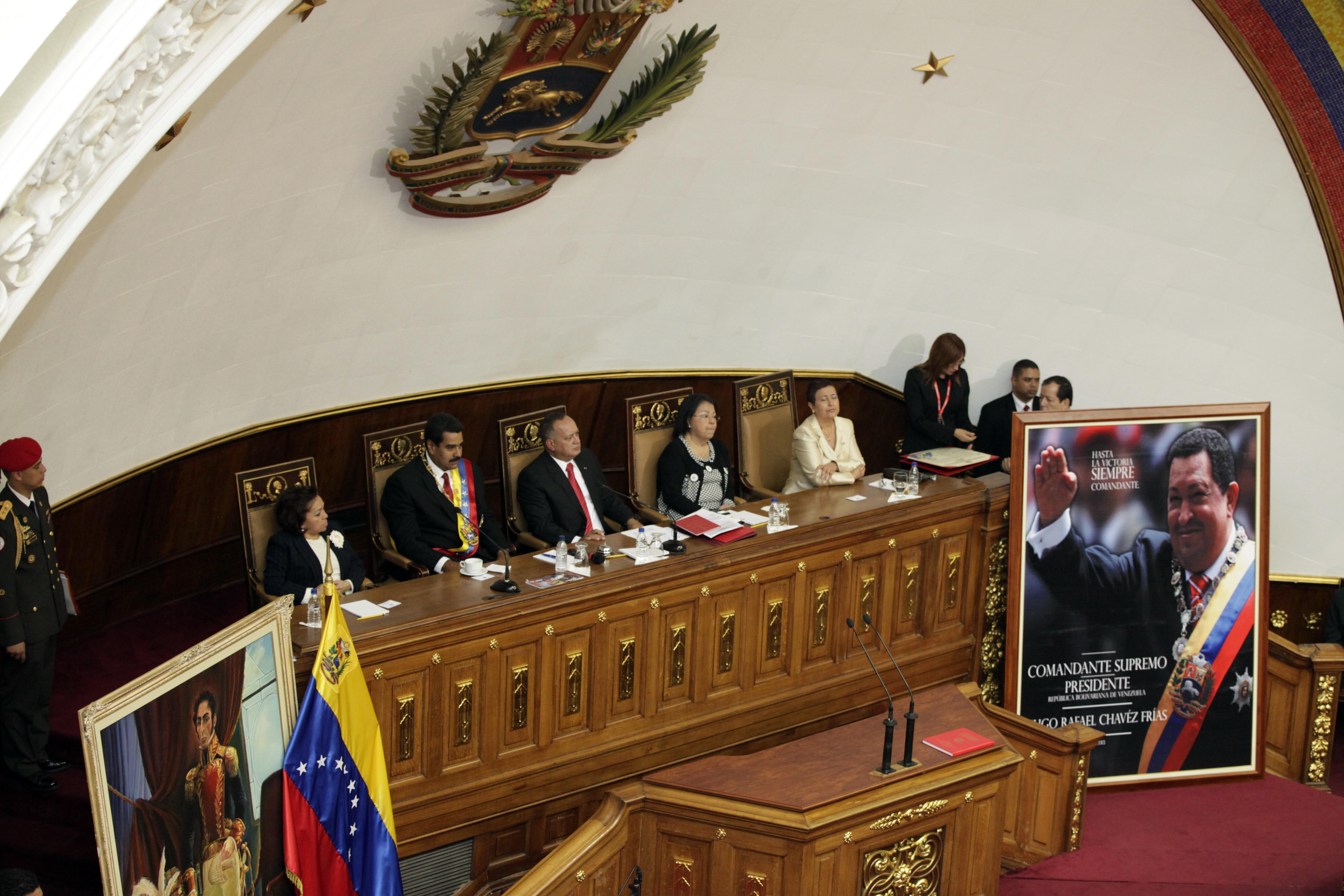
Tibisay Lucena en la toma de posesión de Nicolás Maduro como presidente de Venezuela en 2013.

En vida, Lucena fue sancionada por varios países y se le prohibió ingresar a la vecina Colombia. El gobierno colombiano mantiene una lista de personas con prohibición de entrada a Colombia o sujetas a expulsión. En enero de 2019, la lista tenía 200 personas con «una relación cercana y apoyo al régimen de Nicolás Maduro».
En julio de 2017, Lucena junto con otros doce altos funcionarios del gobierno venezolano asociados a las elecciones a la Asamblea Nacional Constituyente de Venezuela de 2017, fueron sancionados por los Estados Unidos por su papel en socavar la democracia y los derechos humanos.
Canadá sancionó a cuarenta funcionarios venezolanos, incluyendo a Lucena, en septiembre de 2017. Las sanciones fueron por conductas que socavaron la democracia después de que al menos 125 personas fueran asesinadas en las protestas venezolanas de 2017 y "en respuesta a la profundización de la dictadura del gobierno de Venezuela". A los canadienses se les prohibió realizar transacciones con estos 40 individuos, cuyos activos canadienses fueron congelados.
La Unión Europea sancionó a siete funcionarios de Venezuela, incluyendo a Lucena, el 18 de enero de 2018, señalándolos como responsables del deterioro de la democracia en el país. A los individuos sancionados se les prohibió la entrada a las naciones de la Unión Europea y sus activos fueron congelados.
El 29 de marzo de 2018, Panamá sancionó a cincuenta y cinco funcionarios públicos, incluyendo a Lucena, y Suiza implementó sanciones, congeló los activos de siete ministros y altos funcionarios, incluyendo a Lucena, debido a violaciones de los derechos humanos y deterioro del Estado de derecho y la democracia. El 20 de abril de 2018, el Senado mexicano congeló los activos de funcionarios de la administración de Maduro, incluyendo a Lucena, y les prohibió la entrada a México.